# Рахмановский сельсовет (Волоколамский район)
Рахмановский сельсовет — упразднённая административно-территориальная единица, существовавшая на территории Московской губернии и Московской области в 1924—1939 годах.
Рахмановский сельсовет был образован в 1924 году в составе Буйгородскую волость Волоколамского уезда Московской губернии путём преобразования Валуйковского с/с.
В 1925 году из Рахмановского с/с был выделен Валуйковский с/с, но уже в 1926 он был присоединён обратно.
В 1927 году Рахмановский с/с был преобразован в Валуйковский, однако в 1929 Валуйковский с/с вновь стал Рахмановским.
По данным 1926 года в состав сельсовета входили 2 населённых пункта — Рахманово и Валуйки.
В 1929 году Рахмановский с/с был отнесён к Волоколамскому району Московского округа Московской области. При этом к нему был присоединён Ефимьевский с/с. В состав Рахмановского с/с вошли селения Валуйки, Ефимьево и Рахманово.
17 июля 1939 года Рахмановский сельсовет был упразднён. При этом селения Рахманово и Валуйки были переданы в Теряевский с/с, а Ефимьево — в Никольский с/с.